# Рига (постройка)

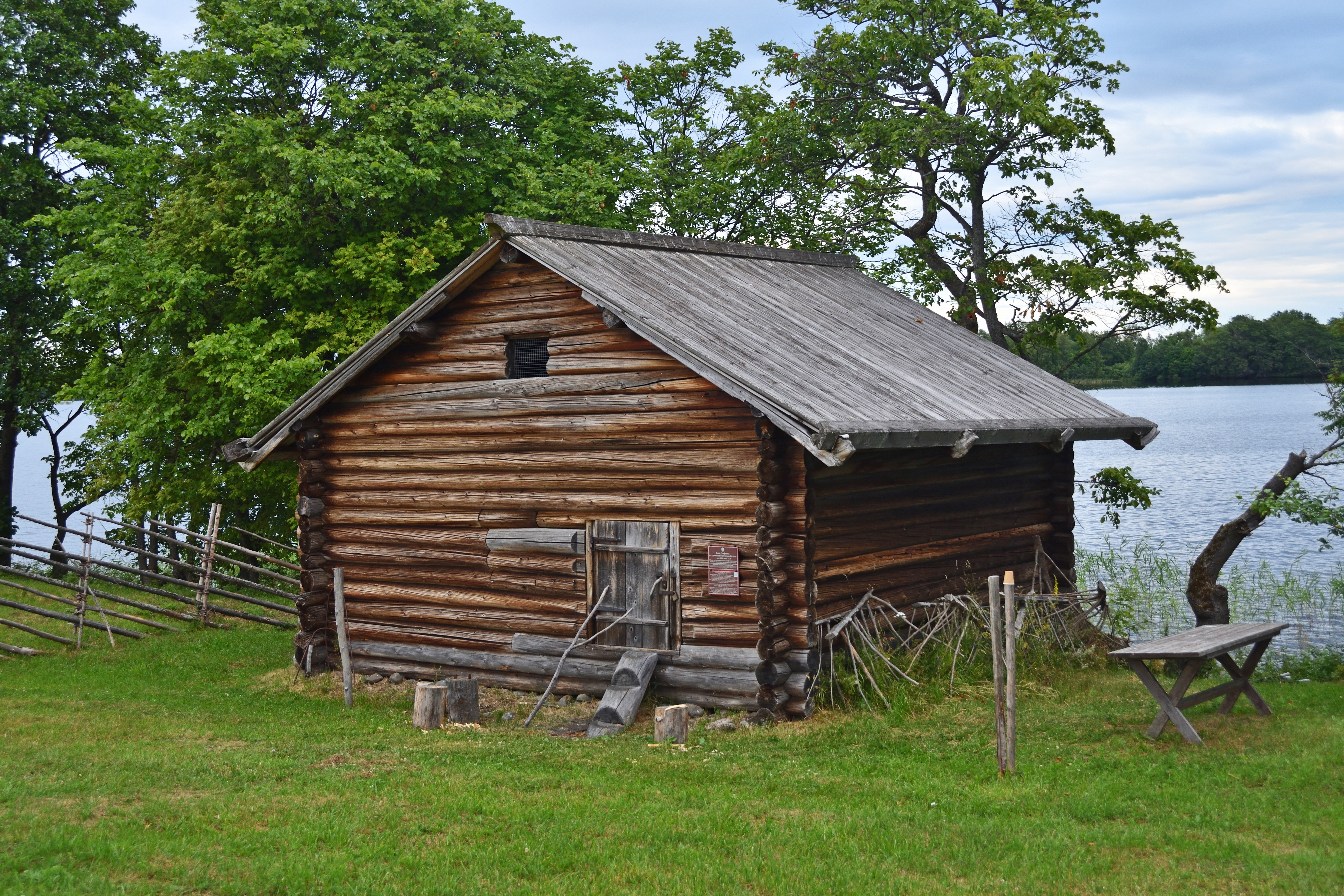
Рига Стафеева из деревни Берёзовая Сельга в музее-заповеднике «Кижи»

Ри́га — хозяйственная постройка с печью для сушки и обмолота снопов зерновых культур, используемая в сельском хозяйстве до середины XX века.

## Описание
Представляла собой высокий (до 20 венцов) сруб площадью около 30—40 м2 с полом из уложенных на балки деревянных плах, с потолком в виде сплошного бревенчатого наката, низкими дверями и окнами-отдушинами. Печь (часто «чёрная») располагалась, как правило, рядом со входом.
В деревнях риги ставились на расстоянии «в 30 саженей» от домов, что примерно равно 80 метрам. Просушку и обмолот снопов крестьяне, как правило, оставляли на позднюю осень, и присутствие этих хозяйственных построек позволяло молотить хлеб даже в непогоду, когда дожди затягивались на несколько недель. Вместе с тем, иногда сушку и обмолот в риге начинали уже в августе, одновременно с уборкой первых хлебов. Так поступали, в основном, бедные крестьяне, у которых к тому времени уже не оставалось хлеба от прежнего урожая.
Для сушки снопов устанавливался ряд колосников из подвижных жердей, уложенных на пристенные балки. Обмолот снопов производился прямо на полу.